# Gaasterland-Sloten
Gaasterland-Sloten (vestfrisisk: Gaasterlân-Sleat) er en tidligere kommune i provinsen Frisland i Nederlandene. 
Kommunens samlede areal udgør 209,29 km2 (hvoraf 114,06 km2 er vand) og den har 10.220 indbyggere (2005).